# Galagania
Galagania es género de plantas con cuatro especies incluidas en la familia Apiaceae.

## Taxonomía
El género fue descrito por Vladímir Lipski y publicado en Trudy Imperatorskago S.-Peterburgskago Botaničeskago Sada 18: 59, 62. 1901. La especie tipo es: Galagania fragrantissima Lipsky

## Especies
A continuación se brinda un listado de las especies del género Galagania aceptadas hasta julio de 2013, ordenadas alfabéticamente. Para cada una se indica el nombre binomial seguido del autor, abreviado según las convenciones y usos.
- Galagania ferganensis (Korovin) M.G.Vassiljeva & Pimenov
- Galagania fragrantissima Lipsky
- Galagania gracilis (Kamelin & Pimenov) Kamelin & Pimenov
- Galagania neglecta M.G.Vassiljeva & Kljuykov